# Life In Mono
Life In Mono — третий студийный альбом британской певицы Эммы Бантон, выпущенный 4 декабря 2006 года лейблом Universal Music. Альбом попал в UK Albums Chart и занял 65 место в этом хит-параде. В поддержку альбома было выпущено 2 сингла. Стиль и жанр почти не отличается от предыдущего альбома Free Me.

## Об альбоме
Эмма приступила к записи третьего альбома в декабре 2004 года. Заглавная композиция альбома — кавер-версия хита трип-хоп группы «Моно» 1990-х. Из-за беременности Бантон тур в поддержку альбома был отменен. Также из-за беременности певицы был отменен выпуск третьего сингла из альбома. Но какая именно песня должна была стать синглом, до сих пор неизвестно.

### Синглы
- Первый сингл из альбом стала кавер-версия хита Петулы Кларк 1964 года «Downtown». Сингл был выпущен 13 ноября 2006 года.
- Второй сингл «All I Need Know» был выпущен 12 февраля 2007 года. Этот сингл не попал в топ-40, достигая при этом 65-е место в UK Singles Chart.

### История чарта
За первую неделю было продано всего лишь 13 500 копий. Альбом не попал в топ-10 альбомов Великобритании, заняв 65-е место в UK Albums Charts. Уже в январе 2007 года альбом был на 75 месте. Этот диск был настоящим провалом Эммы Бантон за всю её сольную карьеру.

## Список композиций
1. All I Need to Know
2. Life in Mono
3. Mischievous
4. Perfect Strangers
5. He Loves Me Not
6. I Wasn’t Looking (When I Found Love)
7. Take Me to Another Town
8. Undressing You
9. I’m Not Crying Over Yesterdays
10. All That You’ll Be
11. Downtown
12. Something Tells Me
13. Perhaps, Perhaps, Perhaps
14. Por Favor

## Чарты
| Чарт (2006)     | Высшая позиция |
| --------------- | -------------- |
| UK Albums Chart | 65             |
| Billboard 200   | 199            |